# Köprü Pazarı
Der Köprü Pazarı (übersetzt: Brückenmarkt), ein inzwischen aufgegebener historischer Wochenmarktplatz in der Türkei, lag am Köprü Irmağı (Köprü Çayı, Köprü Suyu; in der Antike: Eurymedon) bei Aspendos in der südanatolischen Küstenlandschaft Pamphyliens an der mittleren Südküste Kleinasiens in der rezenten Provinz Antalya im Landkreis Serik unmittelbar an der Grenze zum Landkreis Manavgat.

## Hintergründe
Das tägliche Leben in der Türkei ist vor allem im ländlichen und kleinstädtischen Bereich bis in die Gegenwart ohne lokale periodische Märkte kaum vorstellbar. Sie sind nicht nur in der türkischen, sondern in der gesamten orientalischen Tradition eine wohl schon sehr alte Institution. Bereits während der Zeit der „Göktürk-Khaganate“, einer in der Spätantike in Zentralasien lebenden türkischen Stammeskonföderation, deckte die dortige Bevölkerung ihren Bedarf an Konsumgütern bei Straßenhändlern, deren Läden auf Eseln und Maultieren betrieben wurden. Im 11. Jahrhundert gab es in der eurasischen Kiptschak-Steppe, die sich nördlich des Aralsees nach Westen bis in die Region des nördlichen Schwarzen Meeres erstreckte, Händler, die ihre Karren als Läden nutzten. Im Danişmentname, einem islamisch-türkischen Epos aus dem 13. Jahrhundert über die Lebensgeschichte von Melik Danishmend Ghazi, einem türkischen Staatsmann des 11. Jahrhunderts, werden Straßenhändler als Bazargan/Bezirgan bezeichnet. Während in der Stadt auf Märkten hauptsächlich mit Geld gearbeitet wurde, war in den ländlichen Gebieten die Tauschhandelsmethode üblich. Entsprechende Veröffentlichungen zu jüngeren Untersuchungen und Erörterungen deutscher Geographen finden sich u. a. aus der Mitte der 1970er Jahre. Für die Türke erwähnen die Quellen drei Arten von Märkten:
- Jahresmärkte (panayır), jahrmarktähnliche Institutionen, die einmal jährlich mehrere Tage lang auf dem Land stattfinden.[4] Die jährliche, zumeist sonntägliche Tradition kam aus der Region Turkestan nach Anatolien, wobei die Bevölkerung ihren Bedarf durch Karawanen deckte, die wie wandelnde Märkte funktionierten und einmal im Jahr zur jeweiligen Jahreszeit zu ihnen kamen.
- Die zweite Marktart (çarşı, pazar) bilden solche, die in oder bei großen Dörfern und Städten oder an verschiedenen Toren großer Städte und an verschiedenen Tagen stattfinden.
- Einen weiteren Markttyp bilden Wochenmärkte (haftalık pazar) an wichtigen Straßen, Grenzübergängen und Brückenköpfen oder anderen unbewohnten Plätzen, wo sich Menschen leicht versammeln können.

Der Köprü Pazarı gehörte zu den letztgenannten Märkten. Derartige, zumeist abgegrenzte Wochenmarktplätze gab es mindestens seit der Zeit der anatolischen Beyliks. Allerdings liegen keine Belege dafür vor, dass diese Institutionen erst während der Seldschukenzeit eingerichtet wurden. Und obwohl es keine Vorschrift gibt, an welchem Tag die Wochenmärkte stattfinden, sollten die Märkte in Orten/Plätzen zumindest innerhalb einer Provinz/Region und nach einer gewissen zeitlichen Abfolge (Marktrotation) gestaltet ablaufen. In Orten mit einem überwiegend christlichen Bevölkerungsanteil war es aus religiösen Gründen nicht erwünscht, sonntags Märkte abzuhalten. Im islamischen Bereich dagegen hat der freitägliche Wochenmarkt wegen der im Koran verankerten religiösen Verpflichtung des Freitagsgebets eine besondere sozial-religiöse Bedeutung. Es ist verständlich, dass sich mit der Zeit an wöchentlichen Marktplätzen überdachte Einrichtungen zum Schutz von Käufern und Verkäufern etablierten. Diese wurden im Türkisch sprachigen Bereich „Lonca“ oder „Lamba“ genannt. Bemerkenswert ist, dass die Zahl der Wochen- und Jahresmärkte in Anatolien insbesondere im Laufe des 19. Jahrhunderts zunahm.

## Zur Lage des Köprü Pazarı
Die genaue Lage des Köprü Pazarı ist zwar nicht restlos gesichert, wird aber in den einschlägigen Quellen stets südlich der antiken Siedlung von Aspendos (Belkis) am westlichen Ufer des Köprü Irmağı unweit der historischen Eurymedonbrücke (Türkisch heute: Köprüpazar Köprüsü) angesiedelt. Dort ist der Standort des Köprü Pazarı seit der ersten Hälfte des 15. Jahrhunderts als Wochenmarkt dokumentiert, der samstags auf der Antalya zugewandten Seite der Brücke stattfand.

## Hinweise auf einen antiken Markt am Köprü Çayı
Informationen über einen Markt bei Aspendos bereits im Altertum lassen vermuten, dass der Köprü Pazarı möglicherweise einen antiken Vorgänger hatte: Nach Karl Graf von Lanckoronski, einem österreichischen Kunstsammler, Archäologen und Denkmalpfleger, war Aspendos in der Antike ein Handelszentrum und besaß einen Flusshafen, den Schiffe vom Mittelmeer aus aufwärts über den Eurymedon (Köprü Çayı) erreichten. Er beschreibt das Marktgebiet der Stadt im Detail, und seine Kartenskizze macht klar, dass das Südtor der Stadt Aspendos gleichzeitig das Tor in Richtung Hafen war. Aus weiteren Angaben Lanckoronskis wird ersichtlich, dass die Gründung des Köprü Pazarı bei Aspendos wahrscheinlich das Ergebnis einer historischen Tradition war. Nach Angaben des römischen Architekten Marcus Vitruvius Pollio, der zwischen 90 und 20 v. Chr. lebte, sollte sich das Forum (Markt) von Aspendos in römischer Zeit direkt neben dem Hafen befunden haben. Aspendos war im 1. Jahrhundert n. Chr. die drittgrößte Stadt Pamphyliens und ein wichtiges Handelszentrum. Salz aus dem nahe gelegenen Capria-See (nach Strabo ein See von beträchtlicher Größe), Trauben und Wein aus den Weinbergen sowie Getreide waren wichtige Handelsgüter. Offensichtlich gab es an der Stelle des späteren Köprü Pazarı seit der Antike eine Anlegestelle am Fluss bei Aspendos. In einem Defter aus dem Jahr 1455 wurde Folgendes vermerkt: „Der Aspendos Pier unterliegt der Verantwortung von Halil Fakih …“. Entsprechende Informationen zum Schiffstransport auf dem Aspendos-Fluss in der Antike findet man bei Francis Beaufort. Dieser Pier überlebte während der osmanischen Zeit, und in der Volkszählung von 1455 werden der Aspendos-Pier und verkehrende Schiffe in den Gewässern von Aspendos erwähnt. Die damaligen Steuereinnahmen allein an dieser Anlegestelle betrug 3000 Akçe, der Gesamtumsatz 6000 Akçe, was dem höchsten Hafen- und Marktumsatz in der Region Manavgat entsprach. Händler und Waren aus Alanya und Antalya, die über das Meer zum Aspendos-Pier kamen, konnten das Marktgebiet des Köprü Pazarı offenbar problemlos erreichen.

## Köprü Pazarı zur Zeit der Seldschuken und anatolischen Beyliks
Die Gründung des Köprü Pazarı in diesem Umfeld wird in den Quellen nicht dokumentiert. Sie wird aber zumeist mit zwei lokalen Bauwerken untrennbar in Verbindung gebracht: mit der oben genannten Eurymedonbrücke und dem Köprü Hanı (Köprüsuyu Hanı), einer Karawanserei, die an der Marktstelle errichtet wurde, um den Übernachtungsbedarf sowohl von Reisenden als auch der Marktbesucher zu decken. Der genaue Standort des Hans konnte bislang nicht mehr sicher lokalisiert werden. In diesem Kontext war die Existenz des Köprü Pazarı nicht nur mit diesen beiden Institutionen eng verknüpft, sondern zusätzlich mit der Fluss-Anlegestelle bzw. dem "Hafen" von Aspendos (s. u.), denn ohne diese drei Faktoren wäre, wie sich Anfang des 20. Jahrhunderts auch herausstellte (s. u.), ein reibungsloses Funktionieren des Marktbetriebes und Marktgeschehens auf Dauer kaum denkbar gewesen. 
Die Einrichtung eines Wochenmarktplatzes an dieser Stelle wird (wahrscheinlich fälschlicherweise. s. u.) dem seldschukischen Sultan Alaeddin Keykubat zugeschrieben, ein Gründungsakt, der wohl vor allem dem Wunsch des Herrschers zu Ausbau und Festigung seiner Macht über Handel und Handelswege zu verdanken und zu verstehen ist: Laut Evliya Çelebi ließ Alaeddin Keykubat eine große Brücke mit elf Bögen über den Eurymedon (heute Köprü Irmağı = Brückenfluss) bauen, der zwischen Antalya, Karahisar-ı Teke und Alaiye (Alanya) als größtes fließendes Gewässer (Nehr-i Ulusu) in der Region ein besonderes Hindernis bildete. Der Stifter dokumentierte dieses Unternehmen mit einer entsprechenden Inschrift. Der Text der Gründungs-Inschrift dieser „Alaeddin Keykubat-Brücke“ über den Köprü Irmağı wurde erst Anfang des 21. Jahrhunderts von Z. Kenan Bilici, Kunsthistoriker an der Universität Ankara, aus Bruchstücken rekonstruiert und publiziert. Ihr Inhalt lautete in etwa wie folgt:

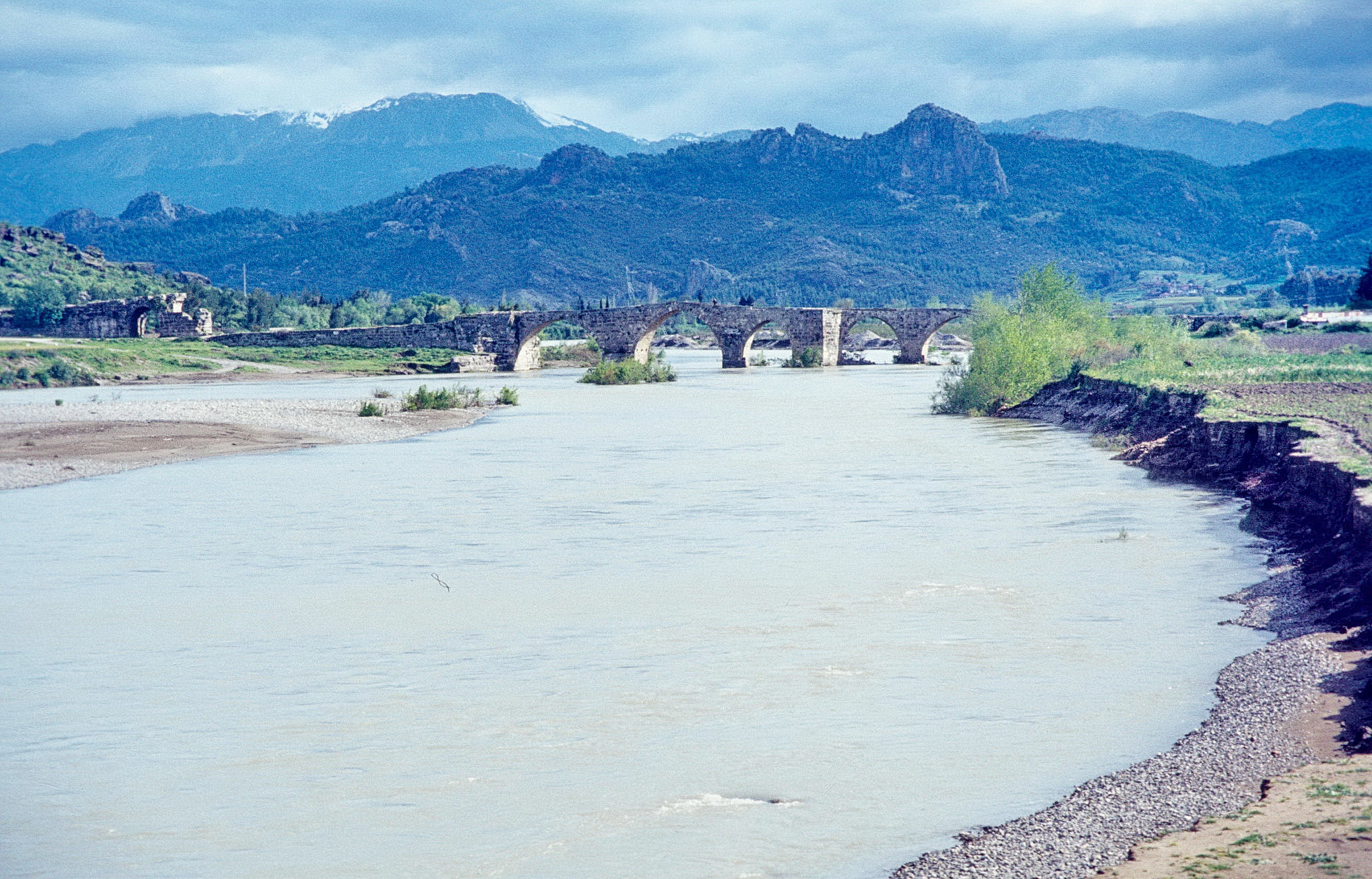
Blick nach Norden auf die Eurymedon-Brücke (Alaeddin Keykubad Köprüsü) über den Köprü Irmağı östlich von Serik. Im Hintergrund der Anstieg zum mittleren Taurus.

„Der Bau dieser glückverheißenden Brücke wurde vom Großen Sultan, dem Großen Schah der Schahs, dem Herrscher der Gemeinschaften der Gläubigen [Ummets], dem Meister der arabischen und Ajam [nicht-muslimischen] Sultane, dem Sultan des Landes und der beiden Meere [Schwarzes Meer und Mittelmeer], dem Dhul-Qarnayn [Alexander] des Zeitalters, Hüsrev-i sahib-kiran, dem Getreuen des Befehlsgebers [dem Allmächtigen treu], der Krone der Seldschuken-Dynastie, dem Helfer der Religion und der Welt, dem Vater der Eroberungen, Sultan Keyhusrev, dem Glücklichen, dem Gefährten des (abbasidischen) Kalifen, dem Sohn von Keykubad, dem Sohn von Sultan Keyhusrev, dem Glücklichen und Märtyrer, - möge Gott seine Seele segnen - dem Sohn von Sultan Kılıç Arslan, dem Glücklichen, angeordnet im Jahr 637 [nach christlichem Kalender: 1239/40]“ Nach der These von Kenan Bilici ließ aber – entgegen der landläufigen Meinung – nicht Alaeddin Keykubat I. dieses Bauwerk errichten, sondern erst sein Sohn und Nachfolger Gıyaseddin Keyhüsrev II. im Jahr H637 (1239–1240 n. Chr.; s. o.).
Obwohl die Seldschuken während der Herrschaft von Sultan Alpaslan (1029–1072) die Region Pamphylien erobert hatten, konnten sie zunächst dort keine dauerhafte Herrschaft etablieren. Lokale Fürstentümer (Beyliks) der Hamidoğulları und Tekeoğulları kontrollierten weitgehend die Region. Während die osmanische Herrschaft in Antalya damit begann, dass Tekeoğlu seine Burgen an Murad I. (1319 / 1326–1389) übergab und seine Loyalität erklärte, erfahren wir von den frühen osmanischen Historikern, dass die endgültige Eroberung von Teke letztendlich erst während der Herrschaft von Yıldırım Bayezid (1354–1404) stattfand. Erst später, während des Zweiten Kreuzzugs (1147–1149), kontrollierten die Türken z. B. Gebiete im Umfeld der Burg von Antalya, so dass die Byzantiner die Burg nicht mehr einfach verlassen konnten und weder ihr Land bebauen noch ihr Vieh weiden lassen konnten. Schließlich führte Gıyaseddin Keyhüsrevs Sohn, Alaeddin Keykubat, seinen ersten Feldzug gegen Calanoros Kalesi, die Burg von Alaiye (Alanya), und annektierte die Stadt und ihre Umgebung. Damit gerieten Pamphylien, der Westen Kilikiens und die lykische Region unter seldschukische Herrschaft.
Nach dem, was Ibn Battuta (1304–1368 oder 1377) übermittelt hat, war die Region Antalya zu dieser Zeit zwischen den Hamid Oğulları und Karaman Oğulları aufgeteilt, so dass es in einer solchen politischen Situation für einen seldschukischen Herrscher nicht problemlos möglich erscheint, einen überlebensfähigen Markt zwischen Antalya und Alanya zu schaffen. Auch wenn bislang aus dieser Zeit keine Aufzeichnungen z. B. über das Gebiet Serik zum Köprü Pazarı aus dem Karamanname bekannt sind, sorgten die Seldschuken offenbar doch rasch für die politische Einheit der Region und etablierten in kurzer Zeit den Köprü Pazarı, wo die Bevölkerung aus Antalya, Karahisar-ı Teke (Sillyon) und Alaiye einkaufen konnte. Aufzeichnungen zum Köprü Pazarı lassen sich jedoch erst seit 1455 in osmanischen Archivdokumenten verfolgen. In der Zwischenzeit seit Gründung des Marktes muss auf der Westseite der Brücke die Karawanserei des „Köprü Han“ (Köprüsuyu Hanı) entstanden sein. Obwohl man diesen Namen in den Quellen nicht finden, geht man davon aus, dass er von Gıyaseddin Keyhüsrev II. erbaut wurde, der in der Region auch die Bauten von Kırkgöz Han, Sarafşa Han und Kargı Han in Auftrag gab.
Bei der Terminierung zur Einrichtung des Köprü Pazarı ist allerdings zu bedenken, dass es über den Bauzeitpunkt der Brücke unterschiedliche Informationen gibt: Eine erste bislang bekannte römische Brücke wurde nämlich dort vermutlich schon im frühen 4. Jahrhundert n. Chr. errichtet, die im Laufe der Zeit einstürzte und in Resten bis ins 13. Jahrhundert erhalten blieb, bis die Seldschuken unter maximaler Nutzung der Ruinen 1239/40 eine neue Brücke anlegten.

## Köprü Pazarı im 15.–17. Jahrhundert

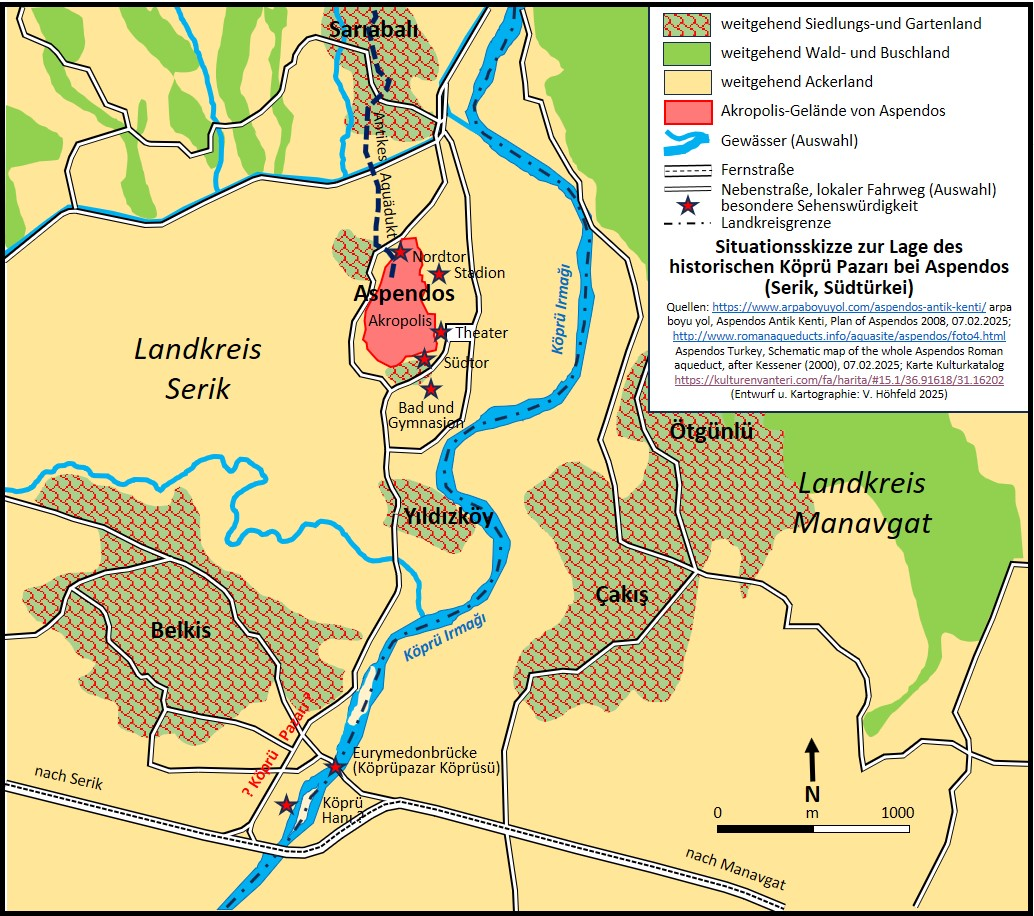
Die Kartenskizze zeigt die topographische Lage-Situation des historischen Köprü Pazarı, der Eurymedonbrücke bei Aspendos (Serik, Südtürkei) sowie die vermutliche einstige Position des Köprüsuyu Hanı.

Ab der Mitte des 15. Jahrhunderts lassen sich verlässliche Informationen über den Köprü Pazarı aus osmanischen Dokumenten gewinnen. Laut der Volkszählung von 1455 unterlagen der Köprü Pazarı und auch der Wochenmarkt von Karahisar (Sillyon) der Verantwortung von Vertrauenspersonen (Nasuh), die ein jährliches Steuereinkommen von 6000 Silbermünzen verwalteten. In den Deftern dieses Zensus von 1455 wurden Schiffe in den Gewässern von Aspendos und eine Anlegestelle erwähnt, wobei die Gebühreneinkünfte der Mole sich auf 4500 Akçe beliefen. Händler und Waren aus Alaiye und Adalya gelangten demnach nicht nur auf dem Landweg, sondern auch über das Meer zum Köprü Pazarı. Aus dem Rechnungsbuch der anatolischen Provinzen von 1530 erfahren wir wiederum, dass es über den Aspendos-Fluss (Eurymedon) eine Brücke gab, die mit der Bezeichnung. Sultan-Alaeddin Köprüsü firmierte und offenbar mit dem Köprü Pazarı in engster funktionaler Verbindung zu sehen ist, um den Marktplatz vom Ostufer aus problemlos zu erreichen.
Als der Landkreis Karahisar-ı Teke ab dem 16. Jahrhundert in die beiden Teile Karahisar (Sillyon) und Serik (Kökaz) geteilt worden war, existierten dort drei Märkte mit den Namen Karahisar, Köprü und Alahisar (vermutlich Alacami) Unter diesen galten die Märkte Karahisar (Sillyon) und Köprü als die bedeutendsten der Region, verlief hier doch die Transport- und Handelsroute zwischen Antalya und Alaiye (Alanya) bzw. Antalya und Konya: die Kesik Beli-Karawanenroute. Die für den Verkehr zwischen Antalya und Alaiye wichtige steinerne Brücke über den Köprü Irmağı (Köprü Çayı, Eurymedon) war allerdings im Laufe der Zeit immer wieder und die als Ersatz angelegte Holzbrücke ebenfalls zerstört worden, eine Situation, die sich negativ auf den Zugang zum Köprü Pazarı auswirkte. Laut Eintragungen im Steuerbuch (Tahrir Defteri) 107 vom Anfang des 16. Jahrhunderts (1530) hatten die Marktsteuern von Karahisar (Sillyon) und des Basars-ı Köprü (Köprü Pazarı) zusammen 19.000 Akçe betragen, und 1568 beliefen sich die Einnahmen aus Markt-, Spezial- und Wiegegebühren der Märkte Köprü, Karahisar (Sillyon) und Alahisar 22.000 Akçe. Zudem bestanden Handelsbeziehungen zu Märkten in anderen Regionen, so z. B. mit dem Markt in Isparta. Aus dieser Urkunde geht zudem hervor, dass viele der mehr als tausend Geschäftsstände im Köprü Pazarı (zumeist strohgedeckte Hütten, die in Evliya Çelebis Reisebericht erwähnt werden, s. u.), Eigentum der Bali Bey Stiftung des Mir-liva-i Teke (Oberbefehlshaber der Provinz Antalya) waren. 25 Jahre später, in Aufzeichnungen von 1555, wurden die Geschäfte der Bali Bey Stiftung nochmals klar beschrieben. Damalige Mieteinnahmen von 600 Silbermünzen aus 30 Geschäften in Köprü Pazarı waren registriert und für die Reparatur der Sultan-Alaeddin-Brücke über den Köprü Çayı verwendet worden. Daraus lässt sich ableiten, dass die Brücke in der Mitte des 16. Jahrhunderts den Namen „Sultan-Alaeddin-Brücke“ trug und zudem erneut reparaturbedürftig war.
Das Inthronisierungsregister Defter-i Evkaf-ı Liva-i Teke von 1567 benennt nicht nur die Mieteinnahmen der Balı Bey-Stiftung aus den Geschäften im Köprü-Basar mit 2000 Silbermünzen, wobei auch hier vermutlich 450 davon für die Reparatur der Brücke bei Aspendos verwendet wurden. Man erfährt auch, dass jährlich 2000 von 10.000 Akçe aus Bargeldtransaktionen einer Stiftung des Dorfes Aluradi (İvradı/İbradı) für die Instandhaltung der Sultan-Alaeddin-Brücke bereitgestellt wurden. Deutlich werden dabei auch di Hintergründe für die Brückenschäden: In dem Berichtsbuch von 1567 wird angegeben, dass die Brücke über den Fluss Aspendos während des Devilkulu/Şahkulu-Aufstands (09.04.-02. 07.1511) zerstört worden war und von einigen wohltätigen Männern aus Holz wieder aufgebaut werden sollte. Bereits ein Eintrag im Tahrir-Defter von 1555 hatte dazu vermerkt: „Die Restauratoren der Wasserbrücke von Aspendos sagen, dass die Wasserbrücken zwischen Manavgat und Antalya dringend benötigt werden und bei Bedarf rechtzeitig repariert werden und die Arbeiten fast abgeschlossen sind“. Daraus lässt sich schließen, dass damals der Flussübergang bei Aspendos, wie bereits in der Vergangenheit – dringend und zeitnah repariert werden musste. Es ist daher verständlich, dass zehn Personen mit der Reparatur der Sultan-Alaeddin-Brücke / Aspendos-Brücke beauftragt wurden, wobei unter den erfassten Handwerkergruppen in den Dörfern von Manavgat sieben Meremmetçi (Restauratoren) und sieben Brückenbauer verzeichnet waren. Es ist überliefert, dass damals der Beylerbeyi von Karaman, Murat Pascha, daraufhin den Erlös aus einem aufgelassenen Reisfeld auf der Manavgat-Seite des Flusses für die Kosten der Reparatur der betreffenden Brücke spendete. Aus einer Stiftungsurkunde von 1574 ist ersichtlich, dass ein Teil der Einnahmen der Stiftung erneut für die Brücke verwendet wurde, allerdings nicht für einen Neubau, sondern eher für eine Reparatur, die bis ins letzte Viertel des 16. Jahrhunderts dauerte. Die Hintergründe waren erneut innenpolitischer Art, die auch den Köprü Pazarı berührten:
Als es In der zweiten Hälfte des 16. Jahrhunderts unter der Bevölkerung Anatoliens und Rumeliens zu sozialen Spannungen kam, die die Suhte-Aufstände (Suhte: Bezeichnung für Madrasa-Studenten im Osmanischen Reich), auch bekannt als Madrasa-Aufstände, auslösten, war auch der Köprü Pazarı davon betroffen: Laut Dekreten vom 27. Juni 1571 und 5. Juli 1571 an die Richter von Manavgat, Alaiye, Düşenbe und Karahisar-ı Teke rebellierten die Suhtes im Sandschak Teke (Antalya), wobei es auch zu Entführungen und zu Überfällen auf den Köprü Pazarı mit Plünderungen und Tötungen durch eine Bande von mehr als tausend Personen bzw. mehr als hundert Banden kam, die nur mit Kavallerie und Soldaten niedergeschlagen wurde. Die Schuldigen kamen ins Gefängnis und wurden auf die Galeeren geschickt. Dazu vermerkt der türkische Historiker Mustafa Akdağ: „Sie überfielen den Markt namens Köprü und nahmen die Waren und zwei Jungen mit, töteten Veli, Ahmet und andere Leute namens Veli und schnitten vielen Leuten die Bärte ab, indem sie sagten: ‚Wir sind Celali geworden, ihr solltet nicht auf den Markt kommen,' und sie engagierten sich in der Politik und riefen den Leuten zu: ‚Niemand sollte zum Markt kommen', und versetzte das Volk in Angst und Schrecken.“
Die Karte, die Piri Reis im Zusammenhang mit seinem Werk Kitab-ı Bahriyesi in der ersten Hälfte des 16. Jahrhunderts anfertigte, enthält leider keine Detail-Informationen über den Köprü Pazarı. Aber Katip Çelebi schreibt 1648 über das Gewässer des Köprü Çayı, dessen Namen er allerdings nicht erwähnt: „Dieses Wasser ist ein großartiger Fluss. Er mündet beim Köprü Bazaar ins Meer. Die Durchquerung ist mit dem Schiff möglich. Köprü Bazaar ist ein Amtsbezirk [Nahiye] des Landkreises [Kaza] Manavgat in der Region Antalya … In diesem Amtsbezirk gibt es Sesam und Erdbeeren in Hülle und Fülle“. Allerdings waren laut Tuncer Baykara im 16. Jahrhundert nur die Amtsbezirke Manavgat, Akçahisar und Atabey mit dem Landkreis Manavgat des Sandschaks Alanya verbunden, so dass Katip Çelebis Aussage, Köprü Pazarı sei damals ein Nahiye im Landkreis Manavgat gewesen, möglicherweise ein Irrtum war. Aus der Aussage, dass der Köprü Çayı mit dem Schiff überquert wurde, können wir zudem entnehmen, dass die Brücke, die in der zweiten Hälfte des 16. Jahrhunderts von Karamans Beylerbeyi Murat Pascha repariert worden war, vermutlich erneut zerstört war.
Evliya Çelebi, der die Region 1672–1673 bereiste, erreichte bei Aspendos und dem Köprü Çayı (den er Nehr-i Ulusu nannte) die große Sultan Alaeddin Keykubat Brücke mit elf Bögen über den Fluss "Ulusu" (Großes Wasser) und beschrieb Köprü Pazarı wie folgt: „Und auf der Seite von Adalya gibt es hüttenähnliche Läden, die aus über tausend verschiedenen Schilf- und Röhrichtsorten bestehen. Einmal pro Woche, am Tag nach Freitag, versammeln sich an einem Tag und einer Nacht vierzig- bis fünfzigtausend Menschen aus den Amtsbezirken Serik, Karahisar (Karahisar-ı Teke [Sillyon]), Ala'iyye [Alanya], Adalya [Antalya], Teke [Lykien] und Hamid [ısparta] auf dem großen Markt.“ Nach Evliya Çelebi war Köprü Pazarı die Privatresidenz von Nişancı Pascha, Subaşı (Oberbeamter) von Serik, der an diesem Tag dort gemeinsam mit den Kadis (Richtern) von Karahisar und Manavgat Streitigkeiten und Gerichtsverfahren verhandelten.
Etwa 40.000 bis 50.000 Menschen aus Antalya, Karahisar, Serik, Alaiye und Hamid (Isparta) besuchten den wichtigen Markt der Region zum Einkaufen. Somit war der Köprü Pazarı ein großer Wochenmarkt, an dem sich benachbarte Regionen, ja sogar ganze Sandschaks beteiligten. Über die Dinge, die zu dieser Zeit auf dem Köprü Pazarı gekauft und verkauft wurden, ist wenig bekannt. Andererseits vertritt der türkische Historiker Muhammet Güçlü aus Antalya die Ansicht, dass sich die Angebote damals nur wenig von denen unterschieden haben dürften, wie sie in den 1970er Jahren auf dem Kökez Pazarı bei Serik gehandelt wurden, der den Köprü Pazarı später ersetzt hatte. Demnach gab es Vieh und Waren, wie Pferde, Esel, Kamele, Getreide, Sesam, alle Arten von Obst und Gemüse (Erdbeeren) sowie Tahini Halva (griechische Sesam-Süßigkeit) auf dem Köprü-Markt. Dazu kamen Textilprodukte, Handwerkzeug, Haushaltswaren, Tierglocken, Lebensmittel, Getränke, Hühnchen, Eier, Milchprodukte, Tierhäute und alle Arten von Notwendigkeiten des täglichen Bedarfs.

## Köprü Pazarı seit dem 19. Jahrhundert
Noch bis ins 21. Jahrhundert deckten vor allem die Landbewohner Anatoliens ihren Einkaufsbedarf auf Märkten, denn im 19. Jahrhundert gab es in den Dörfern und Städten Anatoliens oft keine Geschäfte. Wenn Reisende unterwegs nicht auf Wochenmärkte stießen, hatten sie Schwierigkeiten, ihre Bedürfnisse zu decken. Aufgrund der zumeist wöchentlichen Marktrotation waren die entsprechenden Plätze und Markttage der Bevölkerung bestens bekannt, selbst wenn es dort keine Siedlungen gab. Auch am Platz des Köprü Pazarı gab es offenbar keinen bewohnten Ort. Als Anfang des 19. Jahrhunderts der britische Oberst W. M. Leake am Sonntag (!), dem 16. März 1800, vom Dorf Daşşehir (Taşağıl) nach Stavros (İstavros, Boztepe) reiste und dabei zum Köprü Çayı kam, erwähnte er zwar den Rest eines Brückenbogens und auch die neue Brücke auf den Ruinen einer prächtigen alten Brücke, verlor aber kein Wort über eine Siedlung dort, noch über eine Karawanserei auf der Antalya-Seite der Brücke oder gar den Köprü Pazar selbst, der jeden Samstag dort stattfinden sollte. Dagegen vermerkt der französische Archäologe und Architekt Charles Texier, der im April 1836 über Perge, Sillyon (Asar) nach Aspendos reiste, das kleine Dorf Köprü Pazar an der Flussmündung des Köprü Çayı. Nach Mehmet Ak war der Dorfname jedoch auch damals nicht Köprü Pazar, sondern Balkıs Köyü. Sein offizieller und vollständiger Name lautete: "Çiftlik-i cedid Derenez ve Balkıs" (Neue Derenez-Farm und Belkis), und er hatte laut osmanischen Aufzeichnungen 11 männliche Einwohner. Auffällig ist auch, dass Dimitri E. Danieloğlu aus Antalya, der im April 1850 Pamphylien bereiste, zwar lange Bewertungen über die Brücke über den Köprü Çayı machte, aber keinerlei Informationen über den Köprü Han und den Köprü Pazarı gab, die direkt daneben lagen. Erste klärende Hinweise, dass der Marktplatz Köprü Pazarı und der Köprü Hanı damals möglicherweise bereits nicht mehr genutzt wurden, lieferte der Österreicher Karl Graf von Lanckoronski, der 1884–1885 in den Städten Pamphyliens forschte. Er weist darauf hin, dass Aspendos zwar in der Antike ein Handelszentrum mit Hafen war, dass dies aber zu seiner Zeit unmöglich war, weil die Mündung des Eurymedon (Köprü Çayı) mit Sand aufgefüllt war und sich das umliegende Gebiet in einen Sumpf verwandelt hatte. Andererseits war der Köprü Pazarı offenbar Anfang des 20. Jahrhunderts doch noch voll in Funktion, denn Hans Rott, der die Nacht im Köprü Han (Brücken-Karawanserei) verbracht hatte, erwähnt das Markttreiben am nächsten Morgen, Samstag, dem 5. Mai 1906. Er beschreibt die Umgebung, den frühen Morgen und die Brücke über den Köprü Çayı wie folgt:
„Die Ruhe, die wir in Köprü Han vorfanden, wurde in den frühen Morgenstunden durch das Geschrei der Kamele und Esel unterbrochen. Außerdem war dort ein Wochenmarkt aufgebaut. Das ärmlich aussehende Gasthaus ist der letzte Überrest der Stadt/des Ortes Köprübazar. Köprübazar fand Erwähnung im Cihânnümâ [Katip Çelebi 1648; dt. ‚Weltenspiegel‘], vor ungefähr 250 Jahren. Hier spannt sich eine mittelalterliche Brücke mit hohen Pfeilern über den breiten und fischreichen Eurymedon (zum gegenüberliegenden Ufer). In der Eurymedon-Schleife hatten Feigenbäume zuvor tiefe Wurzeln geschlagen und so nach und nach (die Brücke) zerstört. Am Westufer (des Flusses) befindet sich der letzte Bogen der alten Brücke, die über hohe Bögen auf die andere Seite führt.“ (zitiert aus Hans Rott)
Der Köprü Pazarı findet später kaum noch Erwähnung, so auch nicht bei Süleyman Fikri (Erten), dem ehrenamtliche Kurator für Altertümer, in seinem Werk von 1922. Und Mehmet Akif Erdoğru betont Mitte der 1990er Jahre, dass der Name des Köprü Pazarı in keiner jüngeren Aufzeichnung enthalten ist. Aus vielen Quellen lässt sich aber ablesen, dass der Köprü Pazarı zumindest bis zum Ersten Weltkrieg bestand. Schon vorher gab es auf dem Marktplatz und am gegenüberliegenden Ufer die Tradition, dass dort jede Woche am Tag des Marktaufbaus (Samstag) in der Wintersaison Pferderennen und Speerwerfen zu sportlichen und unterhaltsamen Zwecken stattfanden. Aber ab Dezember 1923 wurde im Köprü Pazar-Gebiet kein Wochenmarkt mehr abgehalten, und auch Pferderennen und Speerwurfspiele wurden eingestellt. Hauptgrund für die Stilllegung des Köprü Pazarı, der von der Mitte des 15. Jahrhunderts bis zum Beginn des 20. Jahrhunderts aktiv funktioniert hatte, war zweifelsohne der Vorschub und damit die Versandung der Flussmündung des Köprü Çayı, was, wie von F. Beaufort zu Beginn des 19. Jahrhunderts festgestellt, die Flussschifffahrt behinderte, weil "Boote mit einer Wasserlinie von mehr als einem Fuß hier nicht passieren können", da sich "vor der Mündung des Flusses Sandbänke erstrecken" und die Mündung des Eurymedon/Köprü Çayi bereits zum Sumpf geworden war. So war der Markt für Käufer und Verkäufer, die über das Meer aus Antalya und Alaiye kamen, nicht leicht zu erreichen. Deshalb wurde der Pier an die Mündung des Flusses zum nahegelegenen Dorf Boğazak verlegt und als Boğazak Pier bezeichnet, einem Ort, der seit mindestens 1530 existierte. Der Markt Köprü Pazarı, der in der zweiten Hälfte des 19. Jahrhunderts bereits kurz vor dem Aussterben gestanden hatte, nahm zunächst stärker lokale Ausprägungen an, um letztendlich aufgegeben zu werden.
Ein weiterer Grund für die Stilllegung des Köprü Pazarı war eher innenpolitischer Art: Ende des 19. Jahrhunderts (1887) war das heutige Kreiszentrum Serik als Dorf unter dem Namen Şevketiye in der Nähe des Kökaz-Brunnens durch Muhacır aus dem Dorf Yukarı Oba in Yenişehir (Thessalien) gegründet worden. Die Bewohner benutzten allerdings nicht den Namen Şevketiye, sondern Kökez nach dem lokalen Brunnen an der historischen Straßenroute Antalya-Alanya und Antalya-Konya, wo im Laufe der Zeit eine Bäckerei, ein Gasthaus und eine Moschee gebaut wurden. Als Bewohner aus der ganzen Gegend freitags hierhin zum Beten kamen, begannen Straßenhändler dort ihre Stände aufzumachen und legten damit den Grundstein für den Kökez-Markt als Freitagsmarkt, so dass es nach 1890 zur Tradition wurde, im Dorf Kökez freitags einen Markt abzuhalten. Damit erwuchs mit dem Dorfmarkt von Kökez in der Region Serik ein Konkurrent zum Köprü Pazarı unter den regionalen Freitagsmärkten. Er gewann 1910 an Gewicht, als der Rat der Provinz Teke (Antalya) beschloss, die Verwaltung des Langkreises Serik von Karahisar-ı Teke (Sillyon) nach Kökez zu verlegen, wodurch der Markt im Landkreiszentrum, dem rezenten Serik, angesiedelt war.

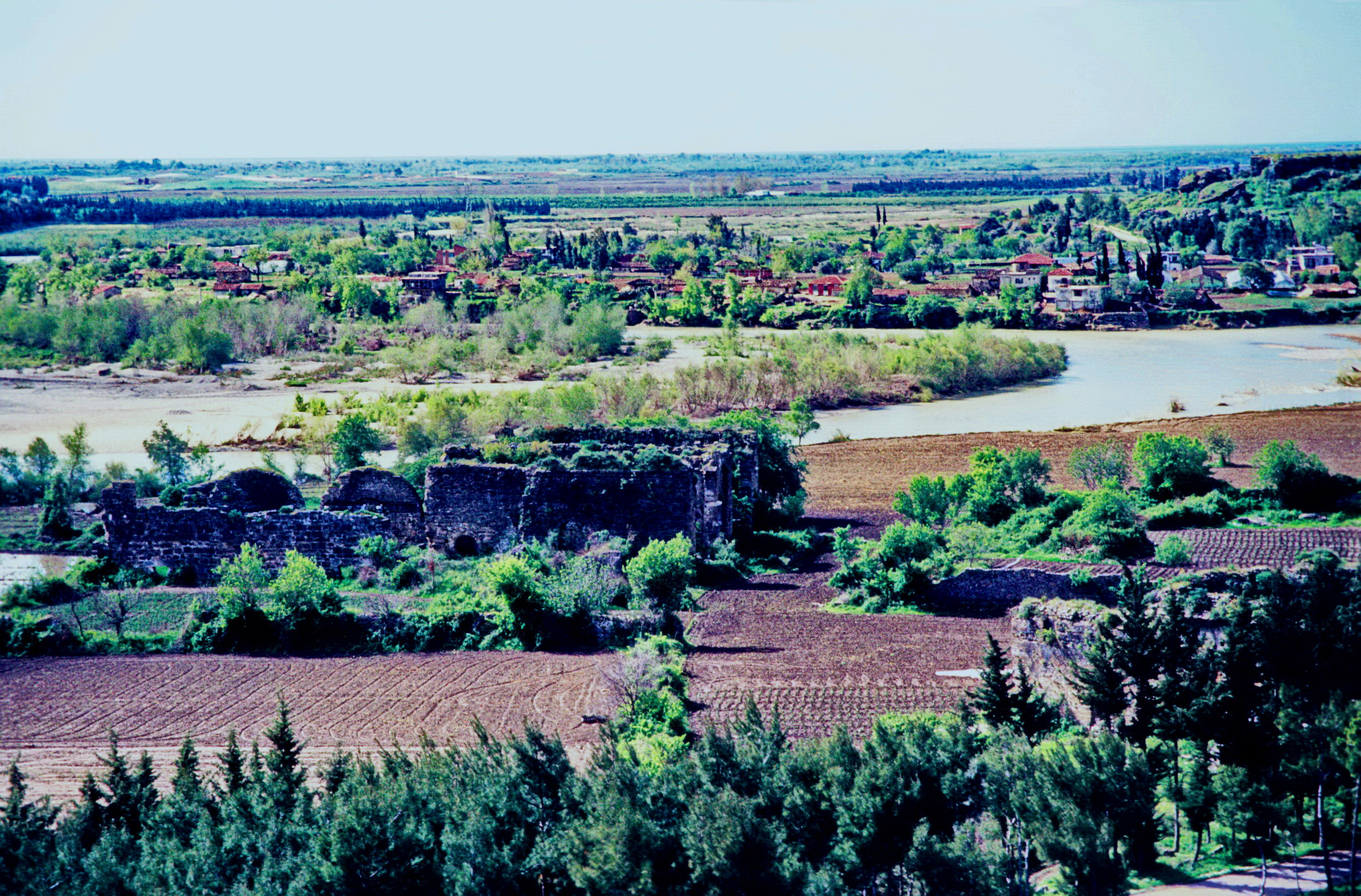
Vermutliche Ruine des Köprüsuyu Hanı bei Aspendos am westlichen Uferbereich des Köprü İırmağı südlich der Eurymedon-Brücke (Alaeddin Keykubad Köprüsü) im späten Frühjahr 1984.

Süleyman Fikri Erten schrieb dazu Mitte des 20. Jahrhunderts, dass sich bis zum Ersten Weltkrieg auf der Antalya-Seite der Brücke noch ein Han (Karawanserei) befand, vom Markt fehlte jedoch jede Spur. Laut einem Bericht des Landrats von Serik kurz nach der Aufgabe des Köprü Pazarı (1923) blieb von der seldschukischen Karawanserei nur ein Tor übrig. Kurt Erdmann, der am 27. September 1954 am Köprü Çayı nach dem Köprüsuyu Hanı suchte, vermerkte, dass die Ruinen des Baus am rechten Ufer des Köprü Su neben der Seldschukenbrücke bei Aspendos lagen. Damals befand sich in diesem Bereich in südlicher Richtung ein etwa 1 Meter hoher und 25 × 35 Meter breiter Trümmerhaufen. Die Ostseite war von Straßenbauarbeiten betroffen, wo sich auch ein verlassenes Haus befand. Darüber hinaus erwähnte er dort Raubgrabungen, bei denen zehn Steinblöcke gefunden wurden, die vermutlich aus Aspendos stammten. Noch heute wird die Brücke im Volksmund "Marktbrücke" (Pazar Köprüsü) genannt. Derzeit gibt es auf der Westseite der Brücke etwa 20 Läden, die teilweise an das alte Erscheinungsbild von Köprü Han und Köprü Pazarı erinnern.